# Beda Allemann

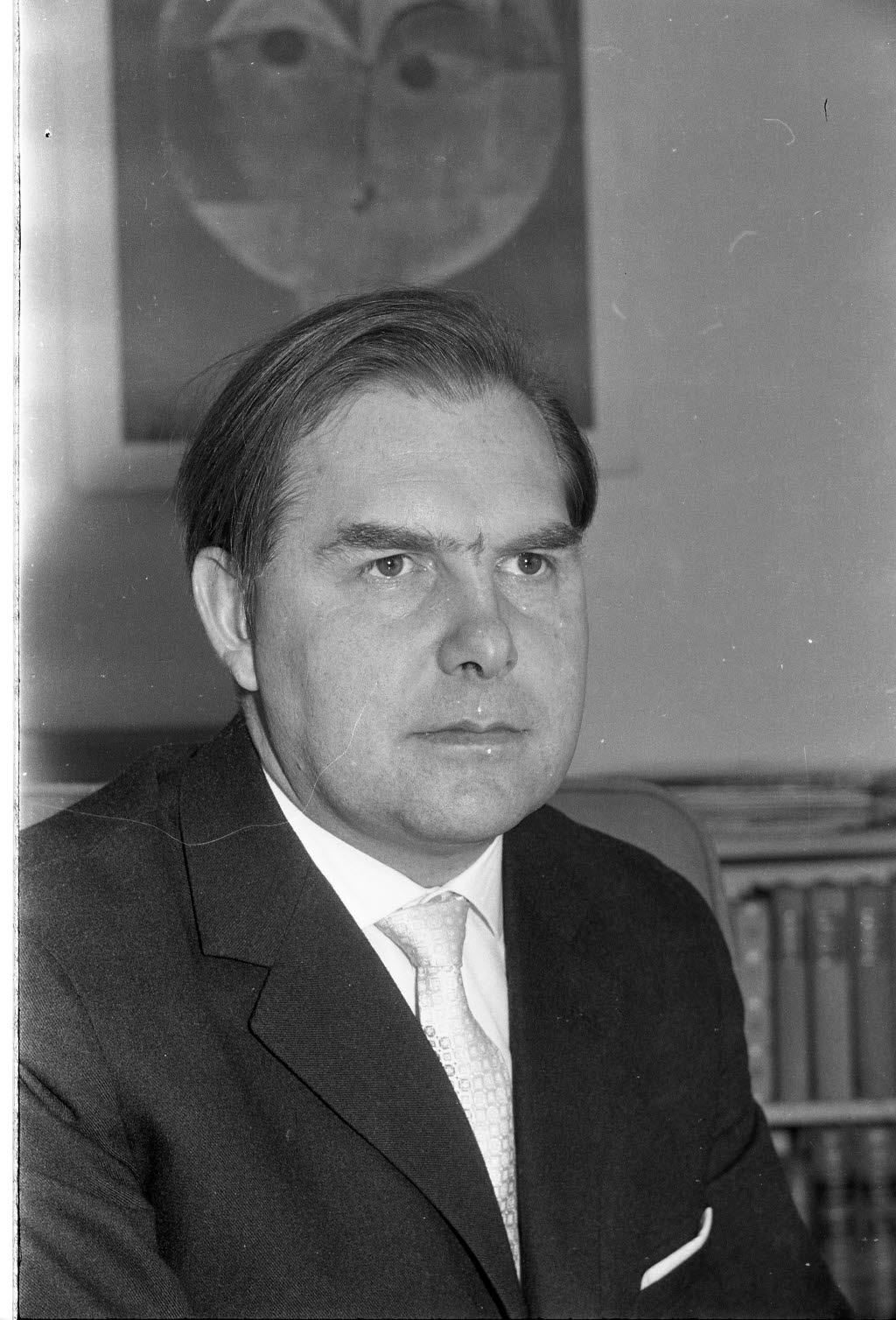
Beda Allemann (1964)

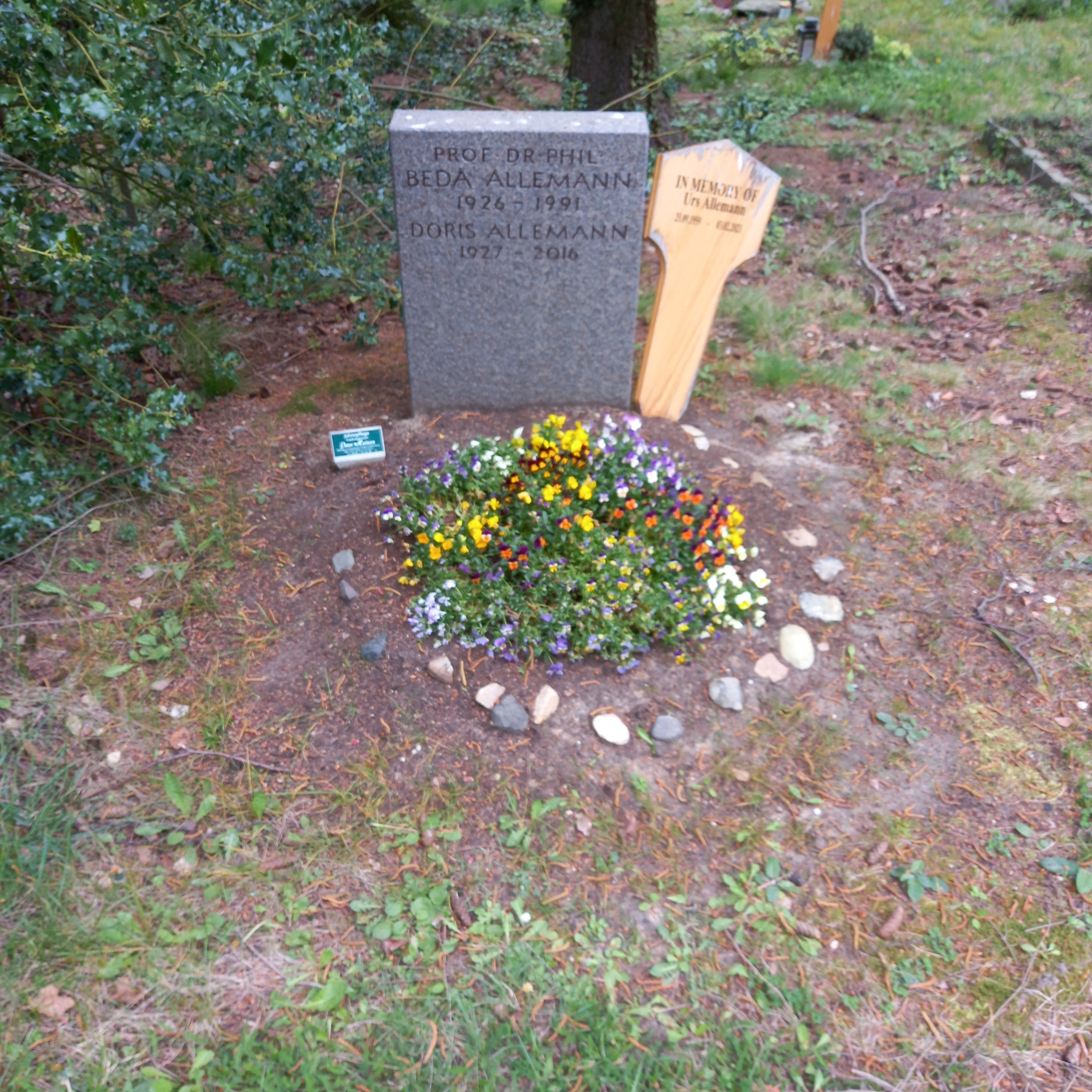
Das Grab von Beda Allemann und seiner Ehefrau Doris auf dem Poppelsdorfer Friedhof in Bonn

Beda Allemann (* 3. April 1926 in Olten; † 19. August 1991 in Bonn) war ein Schweizer Literaturwissenschaftler und Hochschullehrer.

## Leben
Allemann studierte Germanistik, Kunstgeschichte und Philosophie an der Universität Zürich. 1953 promovierte er bei Emil Staiger mit einer Dissertation über Hölderlin und Heidegger. Seine Habilitation wurde 1955 ebenfalls in Zürich angenommen. Er unterrichtete anschliessend als Lehrbeauftragter an der Freien Universität Berlin, als Lektor an der École normale supérieure in Paris (1957–1958), gleichzeitig mit Paul Celan, als wissenschaftlicher Hauptbeamter und Privatdozent in Leiden (1959–1963), als ausserplanmässiger Professor in Kiel (1963/64) und als Professor in Würzburg (1964–1967). Von 1967 bis 1991 war er Professor für deutsche Literatur an der Universität Bonn. Allemann war Mitherausgeber der ersten Werkausgabe von Paul Celan, die 1983 im Suhrkamp Verlag erschien. Seine Forschung bezog sich insbesondere auf Hölderlin, Heinrich von Kleist, Jean Paul, Franz Kafka und Rainer Maria Rilke.
Seit 1977 war er Mitglied der Deutschen Akademie für Sprache und Dichtung.

## Werke
- Hölderlin und Heidegger. Atlantis, Freiburg 1954
- Hölderlins Friedensfeier. Neske, Pfullingen 1955
- Ironie und Dichtung. Neske, Pfullingen 1956
- Über das Dichterische. Neske, Pfullingen 1957
- Zeit und Figur beim späten Rilke. Ein Beitrag zur Poetik des modernen Gedichtes. Neske, Pfullingen 1961
- Gottfried Benn. Das Problem der Geschichte. Neske, Pfullingen 1963
- Nietzsches Poetologie. Hrsg. von K. Naderer. Naderer, Bonn 1993
- Zeit und Geschichte im Werk Kafkas. Hrsg. von Diethelm Kaiser und Nikolaus Lohse. Wallstein, Göttingen 1998
- Heinrich von Kleist. Ein dramaturgisches Modell. Hrsg. von Eckart Oehlenschläger. Aisthesis, Bielefeld 2005